# Crazy/Beautiful
Crazy/beautiful is een Amerikaanse film geproduceerd in 2001.

## Verhaal
Nicole Oakley is de rijke dochter van congreslid Tom Oakley.
Carlos Nuñez is van Mexicaanse afkomst en woont in een arme buurt in
Los Angeles. Op een dag ontmoeten de twee elkaar op het strand waar Nicole een werkstraf
moet uitvoeren. Later zien ze elkaar opnieuw op school terwijl Nicole lessen aan het bissen is.
Ze wordt betrapt terwijl Carlos met haar praat en beiden moeten die dag nablijven. Als Nicole
tijdens die straf naar hem toekomt weert hij haar boos af. Terwijl zij elke dag met tegenzin
naar school komt en daar rebelleert moet Carlos twee uur op de bus zitten om op school te
geraken. Hij werkt hard om uit de armoede te geraken en wil later gevechtspiloot
worden in de Amerikaanse luchtmacht.
Carlos blijft niet lang kwaad en de twee worden al snel een koppel. Op een dag zijn ze bij
Nicole thuis en plannen seks te hebben tot Carlos zich bedenkt. (De scène waar Nicole een
condoom gaat halen stond in het script als een naaktscène maar actrice Kirsten Dunst
besloot hier niet mee door te gaan.) Dan ontmoet Carlos Nicoles vader en komt te weten dat die
congreslid is. Als congreslid kan hij Carlos met een aanbevelingsbrief helpen om in de militaire
academie te geraken. Daartoe maken ze een afspraak die Carlos vervolgens vergeet omdat hij die
hele dag met Nicole doorbracht. Op hun nieuwe afspraak vertelt Nicoles vader dat Nicoles
moeder zelfmoord pleegde toen Nicole twaalf jaar was en dat Nicole sindsdien geen moraal
meer kent. Ze drinkt, gebruikt drugs en heeft al meerdere zelfmoordpogingen achter de rug.
Hij raadt Carlos aan Nicole te vergeten omdat ze zijn toekomst in gevaar zou brengen.
Hierna neemt Carlos op school afstand van Nicole. Die komt van hem te weten wat haar vader
verteld heeft en trekt in bij haar vriendin Maddy. Uiteindelijk kunnen de twee elkaar toch
niet vergeten. Carlos komt te weten dat Nicole op een feestje is en gaat haar opzoeken. Hij
vindt haar dronken en rijdt haar naar huis. Onderweg worden ze door de politie tegengehouden.
De politie belt naar Nicoles vader en brengt hen naar Nicole thuis. Daar volgt een emotionele
scène waarnaar Nicoles vader Carlos zegt dat hij beter kan vertrekken.
Een tijd later zit Carlos in belangrijk examen als hij buiten Nicole ziet voorbijkomen met
twee mannen. Hij verlaat het examenlokaal en zoekt haar op. Ze is haar spullen aan het pakken
om naar een heropvoedingstehuis te vertrekken. Carlos stelt voor om er samen vandoor te gaan.
Zij wil hem eerst niet afhouden van zijn examen, maar daarvoor was het al te laat en als hij
zegt niet zonder haar te kunnen stemt zij in. Ze brengen de nacht door in een motel. De
volgende dag gaat Nicole naar huis waar ze voor het eerst in lange tijd weer echt met haar vader
kan praten. Nu Nicole terug op het goede spoor komt is haar vader blij dat Carlos zijn eerdere
raad niet heeft opgevolgd. Ten slotte blijven Carlos en Nicole samen en gaat Carlos naar de
militaire academie.

## Rolbezetting
| Acteur              | Personage       | Opmerkingen                 |
| ------------------- | --------------- | --------------------------- |
| Kirsten Dunst       | Nicole Oakley   |                             |
| Jay Hernandez       | Carlos Nuñez    |                             |
| Bruce Davison       | Tom Oakley      |                             |
| Herman Osorio       | Luis            |                             |
| Miguel Castro       | Eddie           |                             |
| Tommy De La Cruz    | Victor          |                             |
| Rolando Molina      | Hector          |                             |
| Soledad St. Hilaire | mevrouw Nuñez   | Carlos' moeder              |
| Lucinda Jenney      | Courtney Oakley |                             |
| Taryn Manning       | Maddy Foster    |                             |
| Richard Steinmetz   | meneer Bauer    | Carlos' trainer             |
| Ana Argueta         | Rosa            | huishoudster bij de Oakleys |
| Neil Looy           | Jimmy           | vliegtuigpiloot             |
| Marion Moseley      | Morgan Oakley   |                             |
| Mike Jones          | meneer Linehan  | dokter                      |